# Синесий Родоски
Синесий (на гръцки: Συνέσιος, Синесиос) е гръцки духовник, епископ на Вселенската патриаршия.

## Биография
Синесий е с гръцки произход и е роден в 1799 година в Хошкьой (Хора), Родостенско. През ноември 1831 година е избран за мелитуполски епископ, викарий на Никейската епархия. През октомври 1842 година е избран за червенски епископ. В Русе се сблъсква с българското църковно движение. В резултат на този конфликт е принуден да напусне епархията си през 1864 година. На 15 април 1865 г. е избран за родоски митрополит. На 19 февруари 1876 година подава оставка. Умира в Цариград на 6 януари 1879 година.